# Йонер, Герда
Герда Йонер (род. 20 июля 1944 года, Берн,  Швейцария) — швейцарская фигуристка, выступавшая  в   парном разряде. В паре с  Рюди Йонером она — серебряный призёр чемпионата Европы 1965 и девятикратная  чемпионка Швейцарии 1957 — 1965. 

## Результаты
| Соревнования            | 1957 | 1958 | 1959 | 1960 | 1961 | 1962 | 1963 | 1964 | 1965 |
| ----------------------- | ---- | ---- | ---- | ---- | ---- | ---- | ---- | ---- | ---- |
| Зимние Олимпийские игры |      |      |      |      |      |      |      | 6    |      |
| Чемпионаты мира         |      |      |      |      |      | 7    | 6    |      | 4    |
| Чемпионаты Европы       |      |      | 11   | 9    | 8    | 4    | 6    | 5    | 2    |
| Чемпионаты Швейцарии    | 1    | 1    | 1    | 1    | 1    | 1    | 1    | 1    | 1    |